# 日本李登輝友の会
日本李登輝友の会（にほんりとうきとものかい、Friends of Lee Teng-Hui Association in Japan）は、日本の国際交流団体。

## 概要
李登輝元中華民国総統の来日支援などが契機となり、日台関係の強化と台湾の主体性確立を支持する有識者らを中心に、2002年12月15日に設立された。「李登輝氏の日台運命共同体理念に賛同し、新しい日台関係を構築する」（会則第3条）ことを目的としている。
東京に本部として事務局を置くほか、日本全国に25の支部、海外に1支部（ロサンゼルス）、台北事務所がある（2015年3月現在）。会員は、理事（約100名）、賛助会員、正会員、普通会員、学生会員から構成され、約2,500名とされる。
台湾側のカウンターパートは、2010年3月に発足した李登輝民主協会（蔡焜燦名誉理事長）。2015年12月には、黄天麟が会長を務める台日文化経済協会と姉妹提携を結んだ。

## 主な役員
- 名誉会長 - 小田村四郎（第二代会長）
- 顧問
  - 中村勝範（平成国際大学名誉学長）
  - 石井公一郎
- 会長 - 渡辺利夫
- 副会長
  - 加瀬英明
  - 川村純彦
  - 黄文雄
  - 田久保忠衛
  - 辻井正房
- 常務理事
  - 浅野和生
  - 伊藤哲夫
  - 猪鼻嘉行
  - 梅原克彦
  - 越野充博
  - 澤英武
  - 柚原正敬（事務局長兼任）
  - 林建良
- 理事（主な人物）
  - 相沢光哉
  - 石原萠記
  - 王明理
  - 清水誠一
  - 濱口和久
  - 水島総
  - 宗像隆幸
  - 元谷外志雄
- 事務局長 - 柚原正敬

## 主な活動内容
- 講演会やイベントの開催
- 機関誌『日台共栄』・メールマガジン（『日台共栄』）の発行
- 台湾公式訪問団の派遣
- 李登輝学校台湾研修団の実施---2004年以来、原則として毎年春秋に開催。延べ800人以上の団員を派遣。
- 李登輝元総統来日の支援---会の発足以後、2015年の東京・福島・宮城訪問まで7度実現。2014年の訪日では初めて招聘元となり、2015年も窓口を担った。
- 日台関係強化、台湾の国際的地位向上のための政治活動（日台姉妹都市提携の促進、台湾正名運動、署名活動、提言活動など）